# 东俄洛龙胆
东俄洛龙胆（学名：Gentiana tongolensis）为龙胆科龙胆属的植物，为中国的特有植物。分布于中国大陆的云南、西藏、四川等地，生长于海拔3,500米至4,800米的地区，常生于草甸和山坡路旁，目前尚未由人工引种栽培。